# エルヴィン・フォン・ヘルメルゼン

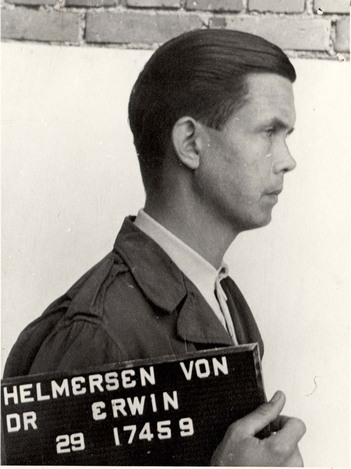
連合国軍に逮捕された後のヘルメルゼン（1945年 - 1947年頃）

エルヴィン・フォン・ヘルメルゼン（Erwin von Helmersen, 1914年11月4日 - 1949年4月12日）は、ドイツの軍人、医師。ナチス・ドイツの時代、親衛隊（SS）の軍医将校として、アウシュヴィッツ＝ビルケナウ強制収容所の収容所付医師を務めた。最終階級は親衛隊大尉。

## 経歴
1914年、ブレーメンにて貴族家系のヘルメルゼン家に生を受ける。初等教育を受けた後、1930年代にはボン大学にて医学について学ぶ。1933年には突撃隊（SA)に入隊し、1937年には国家社会主義ドイツ労働者党（NSDAP, ナチ党）に入党。党員番号は4.194.453だった。国家社会主義ドイツ学生同盟にも所属し、後に政治教育部の職員および指導者を務めた。1930年代半ばには国家労働奉仕団に志願して兵役の免除を受けたとされる。1940年、SSに入隊。隊員番号は372.240だった。第二次世界大戦勃発後、陸軍の第310歩兵連隊に軍医として配属され、後にベルリンの第3衛生大隊に移った。1942年12月からはベルリン＝リヒターフェルデSS病院に勤務しつつ、ヴィルヘルム皇帝研究所（KWI-A）にて、博士課程学生としてフリッツ・レンツ博士に師事する。1943年8月、論文『ブコビナのドイツ人集落に見られるアルメニア人一族の子孫』（Die Nachkommenschaft einer armenischen Familie in einem deutschen Siedlungsdorf in der Bukowina）によって博士号を得る。1943年8月から1944年10月まで、フォン・ヘルメルゼンはアウシュヴィッツ＝ビルケナウ強制収容所に収容所医師として配属され、ジプシー収容所（Zigeunerlager）にて勤務した。彼はガス室に送る収容者の選別やカール・クラウベルク博士による人体実験に関与したと言われている。1944年10月以降は第500SS降下猟兵大隊とプラハSS病院に勤務した。
敗戦後、アメリカ管理下の捕虜収容所に送られる。1947年10月14日、ポーランド人民共和国へと移送。1949年1月17日、クラクフ地方裁判所からの死刑判決を受け、4月12日に処刑された。